# Фаярд, Иван
Иван Фаярд — французский художник, родился в 1969 г., живёт в городе Париж.

## Биография
Окончил Национальную школу изящных искусств в Лионе. Провёл свою первую персональную выставку в 1998 году, Galerie Domi Nostrae. Затем жил в Лионе и Санта-Монике (Лос-Анджелес). Лауреат «Villa Médicis Hors-les-murs». С 2004 года живёт и работает в Париже.
Его работы представлены в галерее «Нoug», Париж.

## Выставки

### Персональные выставки
- 2015 : Иван Фаярд — Whisper, галерея «Houg», Париж, Франция
- 2013 : Иван Фаярд — ORRUP — Les Bains Douches, Алансон, Франция
- 2012 : Иван Фаярд — Les Précipités, галерея «Houg», Лион, Франция
- 2010 : Иван Фаярд — Le Pavillon des encres oubliées, Chez-robert — Espace d’art, Франция
- 2009 : Иван Фаярд — Surfacing, T66 Kulturwerk, Фрайбург, Германия
- 2008 : Иван Фаярд — L’ombrelle n’est pas une fleur…, галерея « Olivier Houg», Лион, Франция
- 2007 : Иван Фаярд — Docks Art Fair, Лион, Франция
- 2006 : Иван Фаярд — WA, Surface d’autonomie temporaire, Gayzorn Plaza, Бангкок, Таиланд
- 2005 : Иван Фаярд — галерея «BFA», Eindhoven, Нидерланды
- 2005 : Иван Фаярд — Chapelle du Carmel, Chalon-sur-Saône, Франция
- 2005 : Иван Фаярд — Atelier Cardenas Bellanger, Париж, Франция
- 2004 : Иван Фаярд — The Sharp Discontinuity In The Grasp Of A Single Glance, CRAC Эльзас, Франция
- 2003 : Иван Фаярд — Blink, Städische Galerie Waldkraiburg, Мюнхен, Германия
- 2003 : Иван Фаярд — Drunk Bunnies In A Narrow Box, галерея «Robert Berman», Лос-Анджелес, США
- 2003 : Иван Фаярд — The Better You Look The More You See, Studio 18th Street Art Center, Санта-Моника, США
- 2002 : Иван Фаярд — Centre d’Art Contemporain, Château des Adhémar, Монтелимар, Франция
- 2000 : Иван Фаярд — Uknowhatimean, галерея «Art Firm», Торонто, Канада
- 2000 : Иван Фаярд — Ring, галерея «Nouvelle», Гренобль, Франция
- 1998 : Иван Фаярд — галерея «Domi Nostrae», Лион, Франция

### Коллективные выставки
- 2015 : Chez-Robert, Frac Франш-Конте, Безансон, Франция
- 2014 : Sammeln für Waldkraiburgdrucken — галерея «Städtische Waldkraiburg», Вальдкрайбург, Германия
- 2014 : 35 Year Anniversary Show, галерея «Robert Berman», Санта-Моника, США
- 2013 : Le Regard du bègue, Mamco, Женева, Швейцария
- 2012 : Prop (vol. 1), галерея «Houg», Лион, Франция
- 2012 : Drawing Now Paris / галерея «Оlivier Houg», Carrousel du Louvre, Париж, Франция
- 2011 : Partitions, галерея «Arko», Невер, Франция (Claude Rutault, Yoko Ono)
- 2010 : Le Carillon de Big Ben, Le Crédac, Иври-сюр-Сен, Франция
- 2009 : 90', Une sélection d'œuvres de la Collection Frac Франш-Конте, Saline royale d’Arc-et-Senans, Arc-et-Senans, Франция
- 2008 : Déformalismes, галерея «Praz-Delavallade», Париж, Франция
- 2008 : WA, галерея «Saw», Оттава, Канада
- 2007 : The Freak Show, Musée d’art contemporain de Lyon, Франция
- 2007 : Feed Me With Your Kiss, Le Consortium, Дижон, Франция
- 2007 : WA, галерея «100°», Рейкьявик, Исландия
- 2007 : Nominé pour The Sovereign European Art Prize, Лондон, Великобритания
- 2006 : WA, Surface d’autonomie temporaire, Школа изящных искусств, Алжир, Алжир
- 2005 : Participate, Chinese European Art Center, Сямэнь, Китай / галерея «Basekamp», Филадельфия, США
- 2005 : Tableaux-écrans, галерея «Les filles du calvaire», Париж / Брюссель
- 2004 : La Partie continue 2, Le Crédac, Иври-сюр-Сен, Франция
- 2004 : Raison et Sentiments, CRAC Эльзас, Altkirch, Франция
- 2004 : La Lettre volée, Musée des Beaux-arts, Dôle, Франция
- 2003 : I Am A Curator, галерея «Chisenhale», Лондон, Великобритания
- 2003 : Wanted Dead Or Alive (Carlee Fernandez, Nathalia Edenmont, Commissaire Per Huttner), Winslow Garage, Лос-Анджелес, США
- 2002 : Rien ne presse / Slow And Steady / Festina Lente, Mamco, Женева, Швейцария
- 2002 : Kugelkopf, Kunstverein Neuhausen, Германия
- 2001 : Ferveur, Les Subsistances, Лион, Франция
- 2001 : Kugelkopf, Die Sammlung Als Bild, галерея «Städtischе Waldkraiburg», Мюнхен, Германия
- 2000 : Komm Tanz Mit Mir !, галерея «Schwarzes Kloster», Фрайбург, Германия
- 2000 : Passeurs, Le Rectangle, Лион, Франция
- 1999 : Plein-air, Galerie Chez Valentin, Париж, Франция
- 1997 : Dalarnas Museum, Falun, Швеция
- 1996 : Faire Zien, Espace Jacqmotte, Брюссель, Бельгия

## Коллекции
- Музей Пола Дини, Villefranche-sur-Saône
- Национальный фонд современного искусства, Париж, Франция
- Frac Франш-Конте, Dôle, Франция
- LEG Bade-Wurtemberg, Германия
- Mamco, Женева, Швейцария